# Kwangmyŏngsŏng
Kwangmyŏngsŏng (hell leuchtender Stern), seit 2009 auch Kwangmyŏngsŏng-1 genannt, ist die Bezeichnung der ersten nordkoreanischen Satelliten. Er soll am 31. August 1998 von einer Taepodong-1-Rakete in den Orbit gebracht worden sein.

## Schilderung der nordkoreanischen Regierung
Die Rakete startete am 31. August 1998 um 12:07 Uhr von der Raketenbasis Musudan-ri. Nach den Verlautbarungen der nordkoreanischen Regierung wurde der Satellit etwa fünf Minuten später in die Erdumlaufbahn gebracht. Der Orbit soll an seinem erdnächsten Punkt 218,82 km, an seinem erdfernsten Punkt 6.978,2 km betragen und die Erde in 165 Minuten und sechs Sekunden einmal umrunden. Der Kwangmyŏngsŏng soll im Wesentlichen als Testsatellit für zukünftige Satelliten dienen. Zudem soll der Satellit seitdem unentwegt die Melodien der „unsterblichen Revolutionshymnen“: „Lied vom General Kim Il Sung“ und das „Lied über General Kim Jong-il“ sowie den Morsecode „Juche Korea“ senden, die auf einer Frequenz von 27 MHz empfangbar seien.

## Zweifel
Westliche Quellen bezweifeln die Schilderung der nordkoreanischen Regierung. Weder ist der Satellit  auf Radarbildern entdeckt worden noch konnten dessen Radiosignale empfangen werden. Es wird deshalb vermutet, dass entweder der Start wegen einer Fehlfunktion der dritten Stufe missglückte oder aber der vermeintliche Satellitenstart in Wirklichkeit der Test einer Taepodong-1-Rakete war.